# Bonjeania trilineata
Bonjeania trilineata är en tvåvingeart som beskrevs av Winterton, Skevington, Irwin och Yeates 2000. Bonjeania trilineata ingår i släktet Bonjeania och familjen stilettflugor. Inga underarter finns listade.